# El Husseini (cratère)
El Husseini est un cratère d'impact à la surface de Mercure. 
Le cratère a ainsi été nommé par l'Union astronomique internationale le 14 novembre 2024 en hommage à la peintre et sculptrice palestinienne Jumana El Husseini (en) (1932-2018),. 
Son diamètre est de 51 km. Il se situe dans le Quadrangle de Bach (quadrangle H-15) de Mercure.